# Teoría de campo de cuerdas
'La teoría de campos de cuerdas (SFT') es un formalismo de la teoría de cuerdas en el que la dinámica de cuerdas teoría de la relatividad relativista se reformula en forma de teoría cuántica de campos.  Esto se consigue a nivel de la teoría de perturbaciones encontrando una colección de vértices para unir y dividir cuerdas, así como propagadores, que da una expansión similar al esquema de Feynman para las amplitudes de propagación de las cuerdas.  En la mayoría de las teorías de campo de cuerdas, esta expansión está codificada por una acción clásica encontrada al cuantificar en segundo lugar la cuerda libre y añadir términos de interacción.  Como suele ocurrir en la segunda cuantificación, una configuración de campo clásico de la teoría cuantificada en segundo lugar viene dada por una función de onda en la teoría original.  En el caso de la teoría de campos de cuerdas, esto implica que una configuración clásica, normalmente llamada campo de cuerdas, viene dada por un elemento del espacio de Fock de cuerdas libres.
- Datos: Q1051921